# Redu
Redu är en ort i Belgien.   Den ligger i provinsen Luxemburg och regionen Vallonien, i den sydöstra delen av landet, 110 km sydost om huvudstaden Bryssel. Redu ligger 355 meter över havet och antalet invånare är 400.
Terrängen runt Redu är huvudsakligen platt, men norrut är den kuperad. Närmaste större samhälle är Rochefort, 17,9 km norr om Redu. 
I omgivningarna runt Redu växer i huvudsak blandskog. Runt Redu är det ganska glesbefolkat, med 31 invånare per kvadratkilometer.